# Вильчевский, Пётр
Пётр Вильчевский (пол. Piotr Wilczewski), род. 9 августа 1978 года Дзержонюв, Польша) — польский боксёр-профессионал, выступавший во второй средней весовой категории (англ. Super middleweight). Чемпион Европы (по версии EBU, 2011).

## Профессиональная карьера
Вильчевский дебютировал на профессиональном ринге в декабре 2004 года.
В мае 2006 года, Вильчевский завоевал интернациональный титул чемпиона мира по версии WBF.
Провёл 22 беспроигрышных поединка и в июле 2009 года проиграл нокаутом в 3-м раунде американцу Кёртису Стивенсу (20-2). Вильчевски дважды побывал в нокдауне.
9 апреля 2010 года, завоевал интернациональный титул чемпиона Польши.
В декабре 2010 года, в 12-раундовом поединке победил шведского боксёра, Карло Табауга (16-2), и завоевал интернациональный титул чемпиона мира по версии IBO во втором среднем весе.
В апреле 2011 года, Вильчевский победил финна, Амина Асикайнена, и завоевал титул чемпион Европы по версии EBU. Пётр дважды отправлял Асикайнена в нокдаун, и в 11 раунде рефери зафиксировал победу поляка техническим нокаутом.
В следующем бою, 15 октября 2011 года, Пётр проиграл решением большинства судей олимпийскому чемпиону Джеймсу Дигейлу (10-1).
В марте 2012 года в бою за титул чемпиона Европы по версии WBO, проиграл по очкам бывшему чемпиону, Артуру Абрахаму (33-3).